# Karl Gratza
Karl Gratza (niem. Carl Gratza; ur. 27 maja 1820 we Tworkowie, zm. 29 czerwca 1876 w Jemielnicy) – niemiecki duchowny katolicki, poseł do Reichstagu.

## Posługa duszpasterska

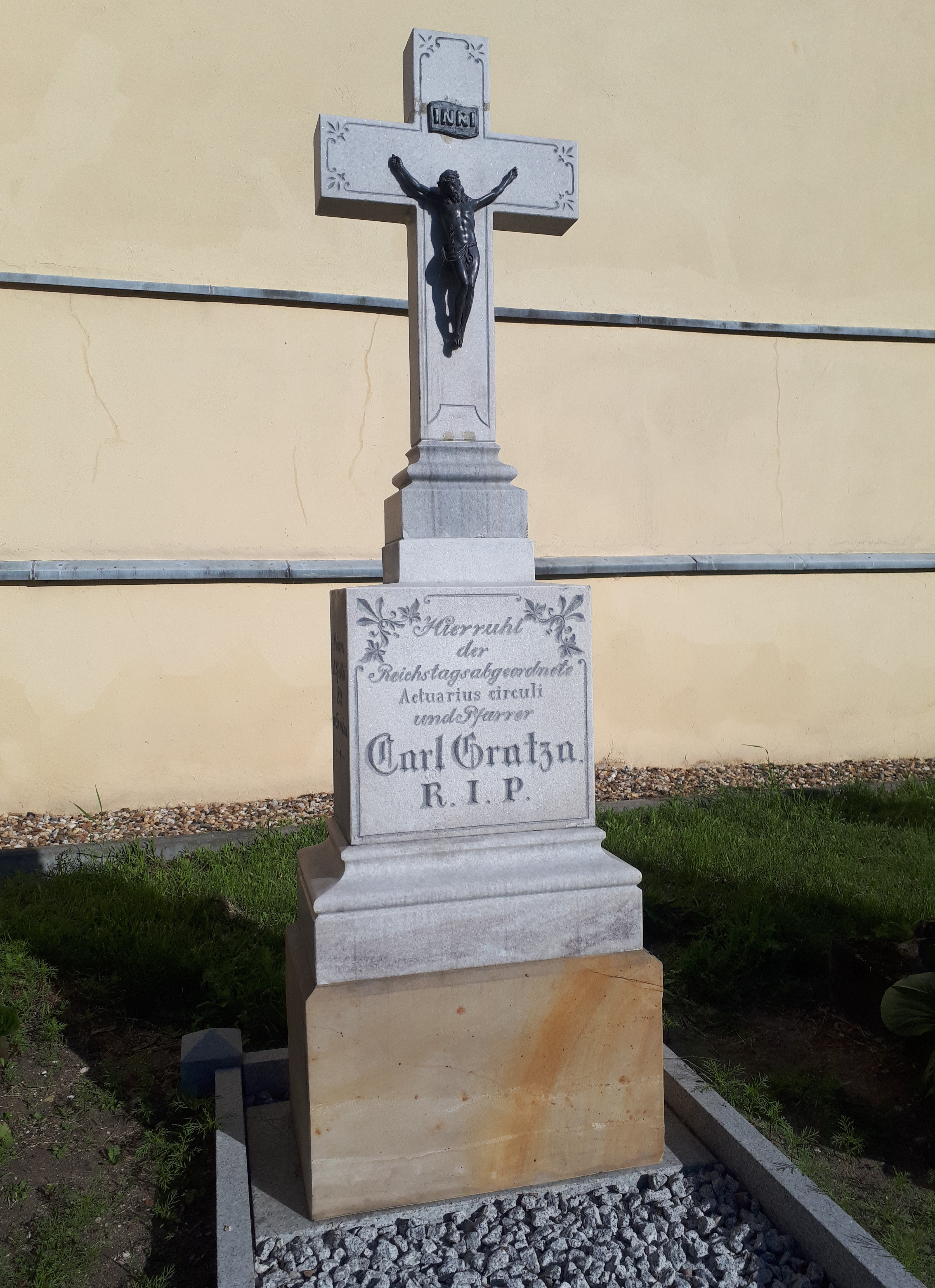
Nagrobek Carla Gratzy z 1879 roku przy kościele cmentarnym pod wezwaniem Wszystkich Świętych w Jemielnicy. Stan po renowacji w 2018 roku

Karl Gratza został wyświęcony na księdza 3 sierpnia 1845 w kolegiacie Świętego Krzyża i św. Bartłomieja we Wrocławiu. 11 grudnia 1845 objął pozycję wikarego w Strzelcach Wielkich. Jego przeniesienie na posadę wikarego do Starej Wsi pod Raciborzem, ogłoszone 30 września 1846, nie doszło do skutku. Następnie oddelegowano go do Koźla, gdzie od 1 lutego 1847 pełnił funkcję wikarego, a po 30 czerwca 1847 objął urząd wikariusza powiatowego.
3 listopada 1847 awansowano go na pozycję administratora parafii w Łubowicach. 15 listopada 1853 został administratorem parafii w Skorogoszczy. Od 26 września 1865 był administratorem parafii w Jemielnicy. 18 września 1869 został awansowany na proboszcza Jemielnicy.
Dzięki zaangażowaniu Gratzy w październiku 1872 roku na łono Kościoła rzymskokatolickiego powróciły starokatolickie miejscowości Zawada Książęca, Łęg i Ciechowice, które od listopada 1871 były pod wpływem charyzmatycznego kaznodziei starokatolickiego Pawła Kamińskiego. Gratza działał z upoważnienia księcia-biskupa wrocławskiego Heinricha Förstera.

## Kariera polityczna
Po raz pierwszy Gratza zaangażował się w politykę bezskutecznie kandydując 12 lutego 1867 do Parlamentu Ustawodawczego (niem. Konstituierender Reichstag) Związku Północnoniemieckiego z okręgu Strzelce Wielkie-Koźle z ramienia Klerykałów.
Po zjednoczeniu Niemiec w 1871 Gratza wraz z hrabią Franzem von Ballestremem zaangażował się w tworzenie regionalnych struktur Niemieckiej Partii Centrum na Górnym Śląsku. Była to partia skupiająca katolików, którzy sprzeciwiali się polityce Kulturkampfu prowadzonej przez Ottona von Bismarcka.
23 kwietnia 1874 Gratza bezskutecznie kandydował do Izby Deputowanych w pruskim Landtagu w wyborach uzupełniających po śmierci hrabiego Andreasa Marii von Renarda w okręgu Strzelce Wielkie-Lubliniec. Gratza reprezentował Niemiecką Partię Centrum i przegrał z landratem strzeleckim Carlem Bischoffem z Partii Rzeszy.
W wyborach uzupełniających do Reichstagu z 24 września 1875 Gratza został wybrany posłem z listy Centrum z okręgu Strzelec Wielkie-Koźle. Zastąpił on księcia Hugona zu Hohenlohe-Öhringen, którego mandat został unieważniony przez Reichstag w dniu 21 stycznia 1875. Po śmierci Gratzy przeprowadzono wybory uzupełniające w dniu 19 września 1876, które wygrał dr Adolph Franz.